# グラハム・ロバーツ
グラハム・ポール・ロバーツ（Graham Paul Roberts, 1959年7月3日 - ）は、イングランド・サウサンプトン出身の元サッカー選手。ポジションはDF。

## 選手経歴
地元クラブのサウサンプトンFCのユースチームに所属していたが、トップチームデビューは叶わず、1979年からノンリーグのウェイマスFCでプレー。1980年5月にトッテナム・ホットスパーFCへと3万5000ポンドの移籍金で加入した。
プロデビューとなったトッテナムでは指揮官キース・バーキンショーの下で1980年代前半のFAカップ連覇、UEFAカップ制覇の3つの主要タイトル獲得に貢献。1983-84シーズンのUEFAカップ決勝ではRSCアンデルレヒト相手にゴールを決めると、その後のPK戦でもゴールを沈め、優勝に大きく貢献した。
1986年にレンジャーズFCに45万ポンドで移籍。1年目のシーズンにスコットランド1部リーグの優勝に貢献すると、2年目のシーズンにはリーグカップ優勝に貢献した。
1988年8月、47万5000ポンドの移籍金でチェルシーFCに加入。1年目の1988-89シーズンに2部リーグ優勝に貢献すると、チームの年間最優秀選手に選ばれた。
1990-91シーズンからはウェスト・ブロムウィッチ・アルビオンFCに移籍。初年度の1990-91シーズンにチームの年間最優秀選手に選ばれる活躍を見せた。1992年に一度現役を引退した。
1983年から1984年のあいだにサッカーイングランド代表で6キャップを記録している。

## 監督経歴
1992年に指導者としてのキャリアをスタートさせたが、1994年に一度現役に復帰。その後1995年からはヨーヴィル・タウンFCの選手兼任監督を務めた。
2001年2月に監督に就任したボレアム・ウッドFCではクラブを8部リーグ優勝に導いた。また、2002-03シーズンにもカーシャルトン・アスレティックFCを8部リーグ優勝に導いた。
2005年にクライドFCの監督に就任。2006年1月には、かつて自身が所属していたレンジャーズFCのライバルであるセルティックFCをスコティッシュカップで破る功績を挙げた。
2010年9月にサッカーパキスタン代表の監督に就任。2011年1月にはサッカーネパール代表の監督を2012年3月まで務めた。

## タイトル
トッテナム
- FAカップ:1980-81,1981-82
- FAチャリティ・シールド:1981
- UEFAカップ:1983-84

レンジャーズ
- リーグ:1986-87
- リーグカップ:1987-88